# غيولا مارسوفسزكي
غيولا مارسوفسزكي كان متسابق دراجات نارية سويسري. نافس في سباقات بطولة العالم لفئة 500 سي سي ولفئة 350 سي سي ولفئة 250 سي سي ولفئة 50 سي سي. كما شارك في كأس جزيرة مان السياحية.

## روابط خارجية
- غيولا مارسوفسزكي على موقع MotoGP.com (الإنجليزية)